# دهستان بیشه‌سر
بیشه‌سر، دهستانی از توابع بخش مرکزی شهرستان قائم‌شهر در استان مازندران ایران است.

## جمعیت
براساس سرشماری سال ۱۳۸۵جمعیت آن ۱۴۰۵۸ نفر (۳۶۵۸ خانوار) بوده‌است.